# Ana Rucner
Ana Rucner (n. 12 februarie 1983, Zagreb, Republica Socialistă Croația, RSF Iugoslavia) este o violoncelistă croată. Ea a reprezentat Bosnia și Herțegovina la Concursul Muzical Eurovision 2016, împreună cu Dalal Midhat-Talakić și Deen.